# Miroslava Breach

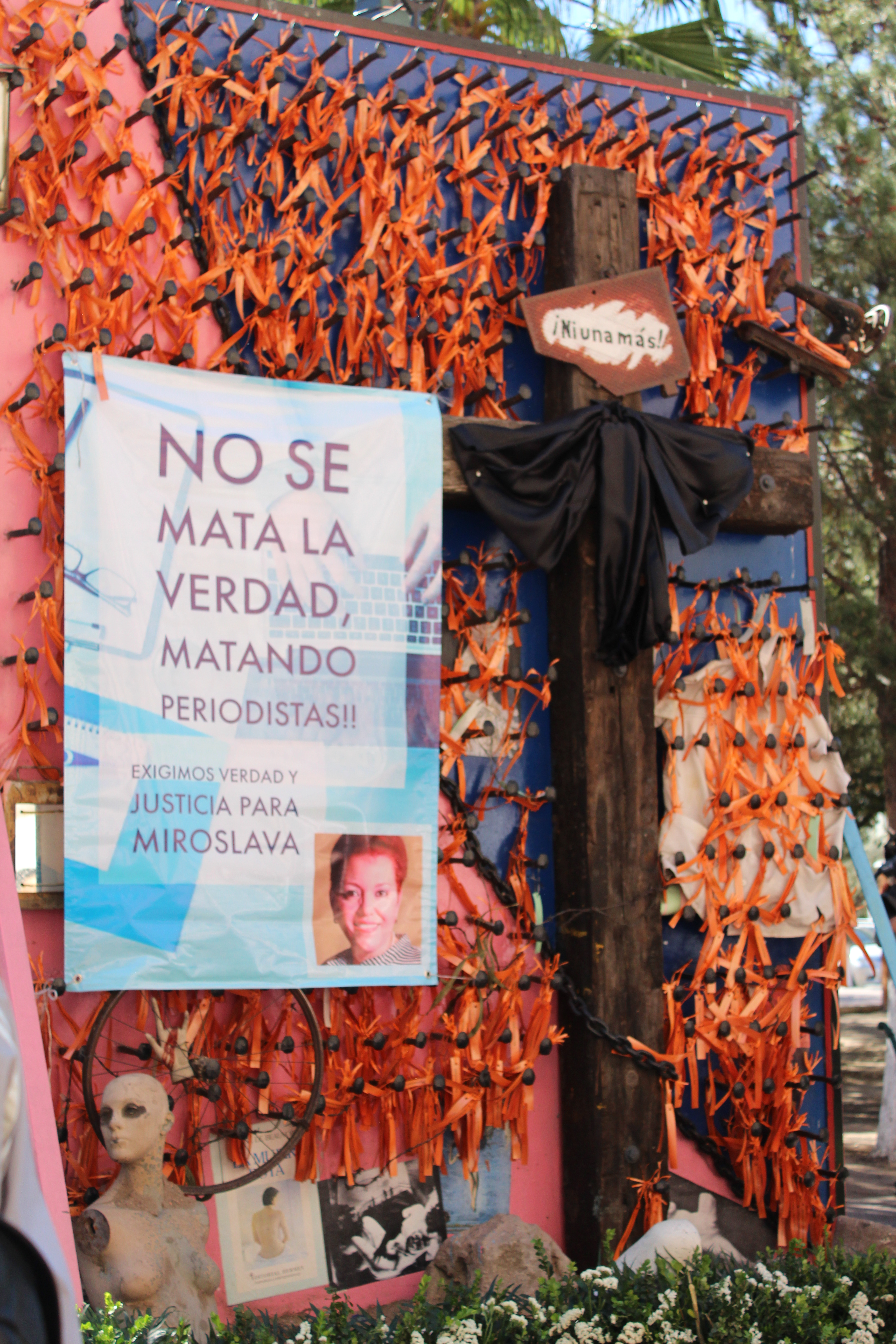
Ehrung für Miroslava Breach am 24. März 2017 in Chihuahua

Miroslava Breach Velducea (* 7. August 1962; † 23. März 2017 in Chihuahua) war eine mexikanische Journalistin, die über den Drogenkrieg in Mexiko und den Einfluss von Drogenkartellen berichtete und 2017 in der nordmexikanischen Stadt Chihuahua ermordet wurde.

## Hintergrund
Miroslava Breach Velducea war für mehrere Medien tätig. Überregional war sie vor allem bekannt, weil sie seit 1997 als Korrespondentin im Bundesstaat Chihuahua für die landesweit erscheinende Tageszeitung La Jornada berichtete. Auch schrieb sie für die Internetplattform Norte. Sie thematisierte wiederholt den Einfluss der Drogenkartelle auf die Wirtschaft, Politik und das soziale Gefüge in der Stadt Chihuahua. Die Untätigkeit der Behörden, Verflechtungen zwischen Politik und Verbrechen sowie die zahlreichen Menschenrechtsverletzungen prangerte Breach an. Miroslava Breach Velducea hinterließ drei Kinder.
Nur wenige Tage vor dem Mord an Miroslava Breach war der Journalist Ricardo Monlui im Bundesstaat Veracruz erschossen worden. Nach den Daten des mexikanischen Nationalen Systems für Öffentliche Sicherheit wurden in den ersten beiden Monaten des Jahres 2017, bis zum Tod von Velducea bereits 3779 Menschen in Mexiko umgebracht.

## Mord
Breach Velducea wartete am Morgen des 23. März 2017 gegen 7 Uhr vor ihrem Haus am Steuer ihres Autos auf ihren Sohn, den sie zur Schule bringen wollte. Nach Ermittlungen der Behörden schoss der unbekannte Mörder von mehreren Seiten auf sie. Ihr Körper wurde von mindestens acht Schüssen getroffen. Breach starb auf dem Weg ins Krankenhaus.
Die Behörden stellten ein Video sicher, worauf zu sehen sein soll, wie der Mörder ein beschriebenes Stück Karton hinterlässt. Auf ihm stand: „Wegen Geschwätzigkeit. Es folgen die Freunde des Gouverneurs und der Gouverneur. Der 80.“ „Der 80“ ist ein lokaler Boss des organisierten Verbrechens mit Verbindungen zum Drogenkartell von Juárez.

## Reaktionen
Der Senat Mexikos und das Abgeordnetenhaus hielten eine Schweigeminute für Miroslava Breach ab. Im Parlament des Bundesstaates Chihuahuas forderten aufgebrachte Kollegen die Aufklärung des Mordes an ihrer Kollegin sowie an ihrem im Jahr zuvor im selben Bundesstaat umgebrachten Kollegen Jesús Adrián Rodríguez Samaniego. Die Vereinten Nationen und die Interamerikanische Menschenrechtskommission forderten eine konsequente Aufklärung.
Mit dem Journalisten und Polizeireporter Cecilio Pineda Birto wurde bereits Anfang März 2017 im Bundesstaat Guerrero ein dritter Medienschaffender allein in diesem Monat erschossen. Pineda hatte zuvor regelmäßig Drohungen vom organisierten Verbrechen erhalten.
Im August 2020 wurde Juan Carlos Moreno Ochoa, der laut Staatsanwaltschaft der geistige Urheber der Ermordung von Miroslava Breach war, zu 50 Jahren Haft verurteilt.